# 1998 QN30
1998 QN30 är en asteroid i huvudbältet som upptäcktes den 23 augusti 1998 av Višnjan-observatoriet i Kroatien.
Asteroiden har en diameter på ungefär 3 kilometer.